# Zygoballus concolor
Zygoballus concolor là một loài nhện trong họ Salticidae.
Loài này thuộc chi Zygoballus. Zygoballus concolor được Elizabeth Bangs Bryant miêu tả năm 1940.

## Hình ảnh

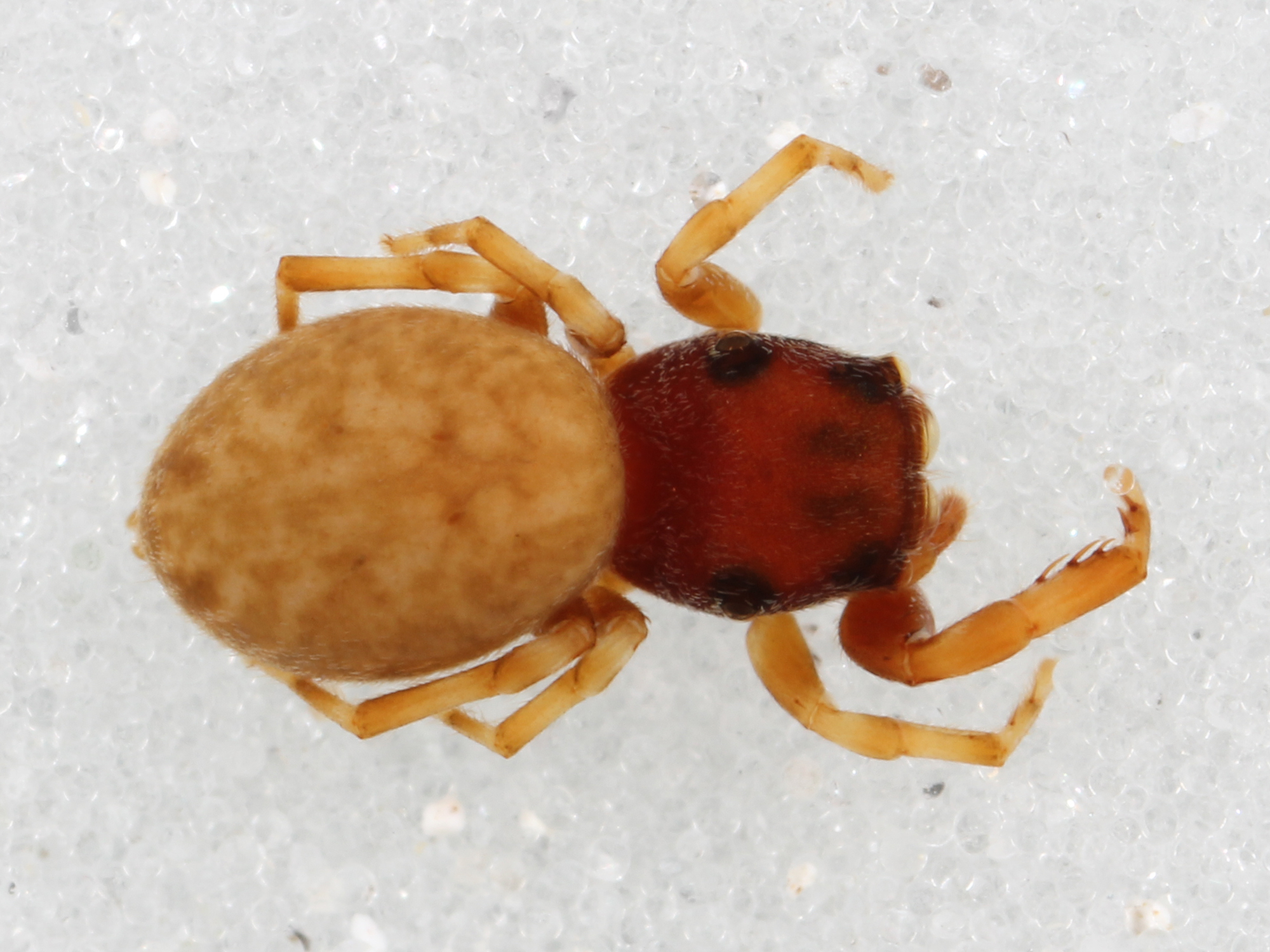
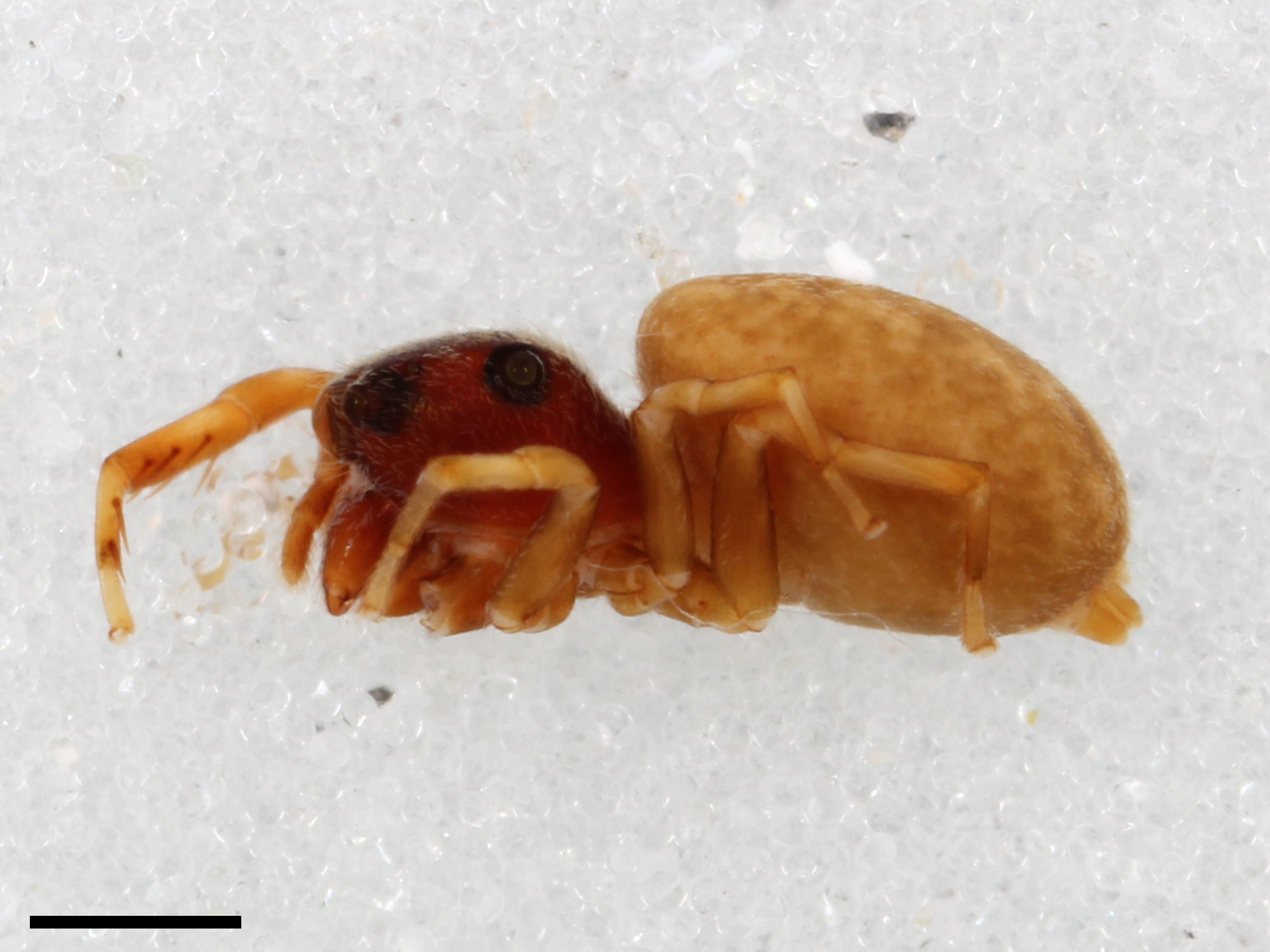
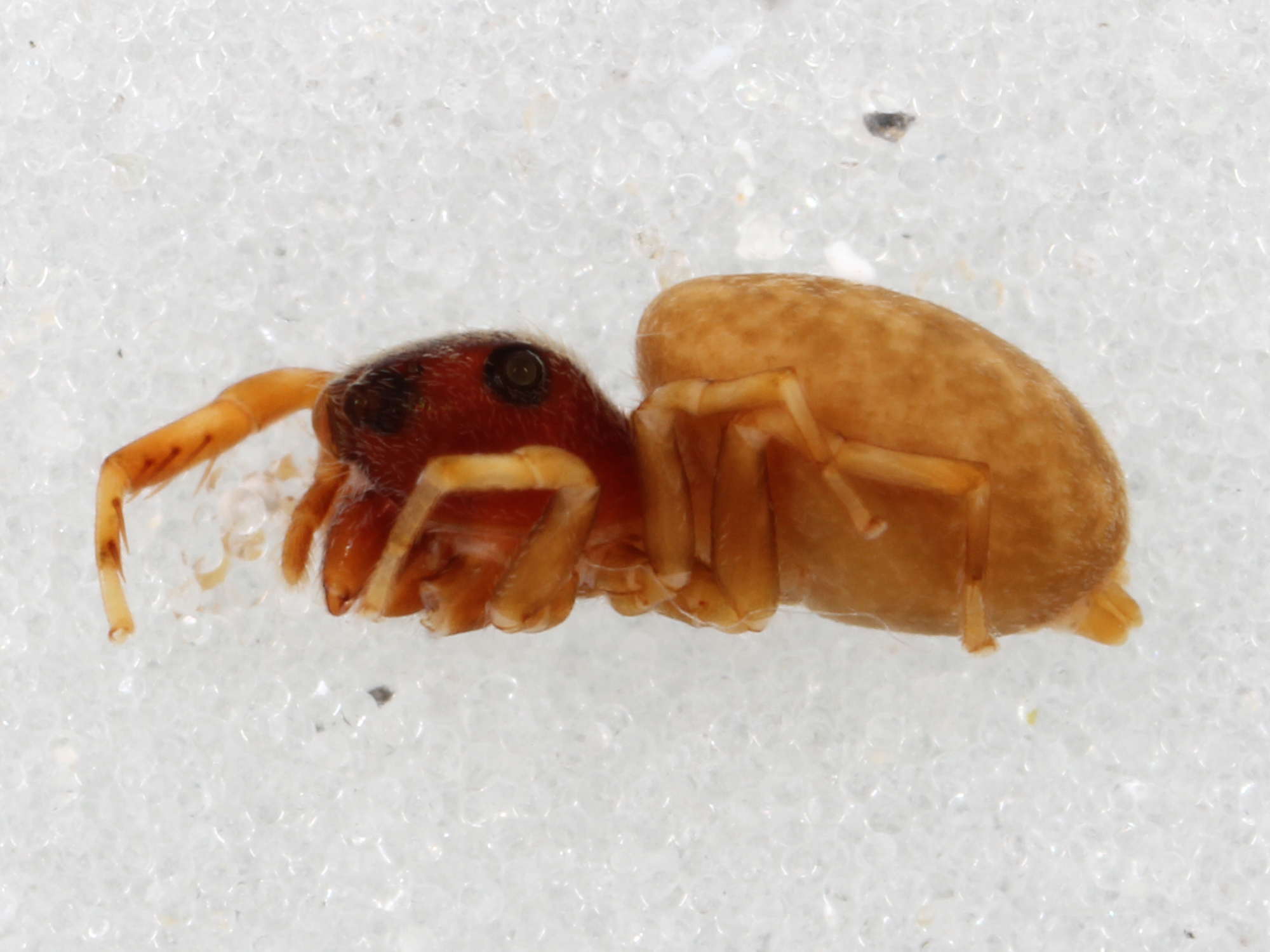
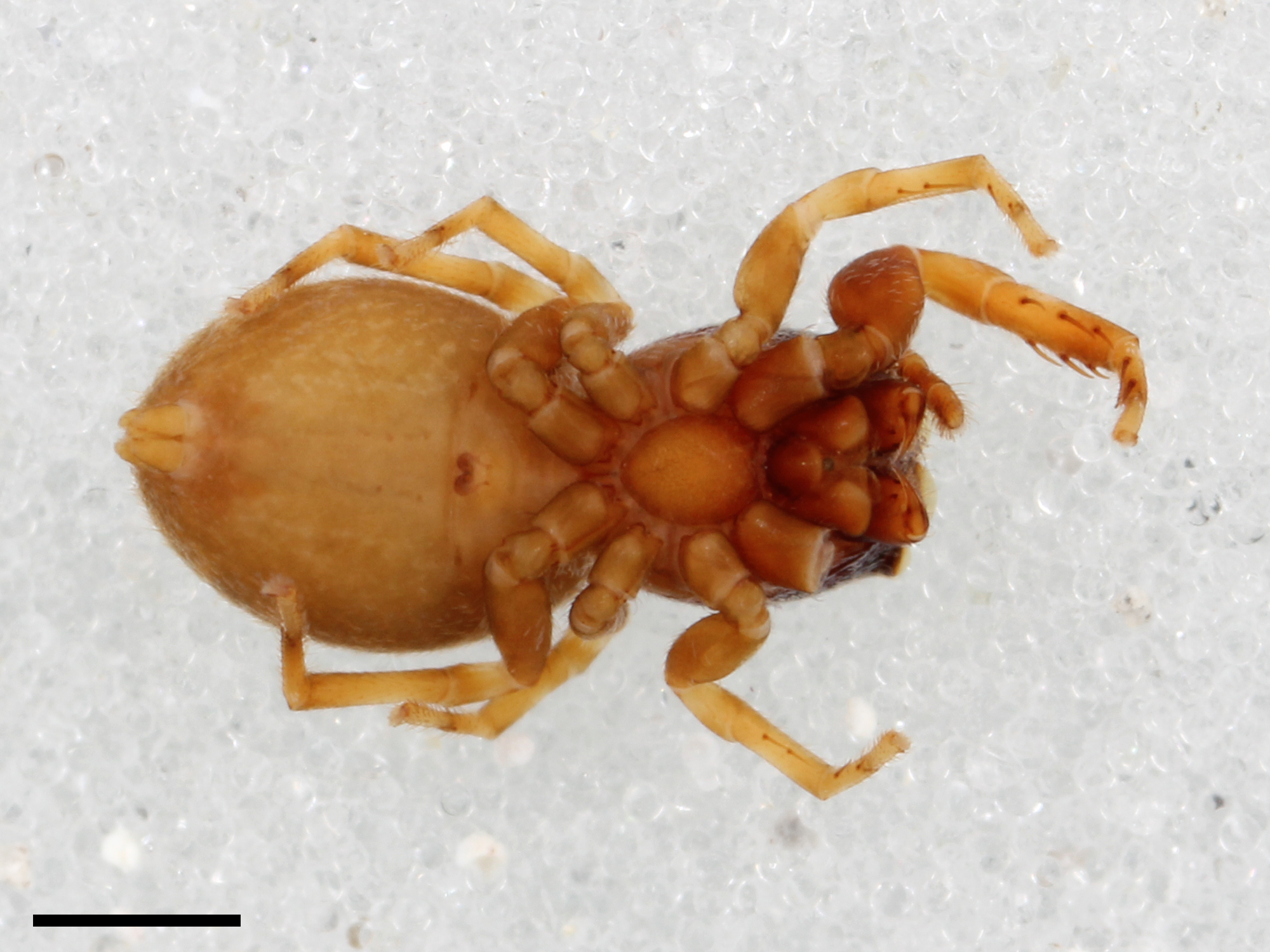